# Irene Stegun
Irene Ann Stegun (Yonkers, 9 febbraio 1919 – Danbury, 27 gennaio 2008) è stata una matematica statunitense.

## Biografia
Ha lavorato insieme a Milton Abramowitz presso il National Bureau of Standards allo Handbook of Mathematical Functions, completato nel 1964 dalla sola Stegun in seguito alla morte di Abramowitz nel 1958.